# Luftbetankungsbehälter

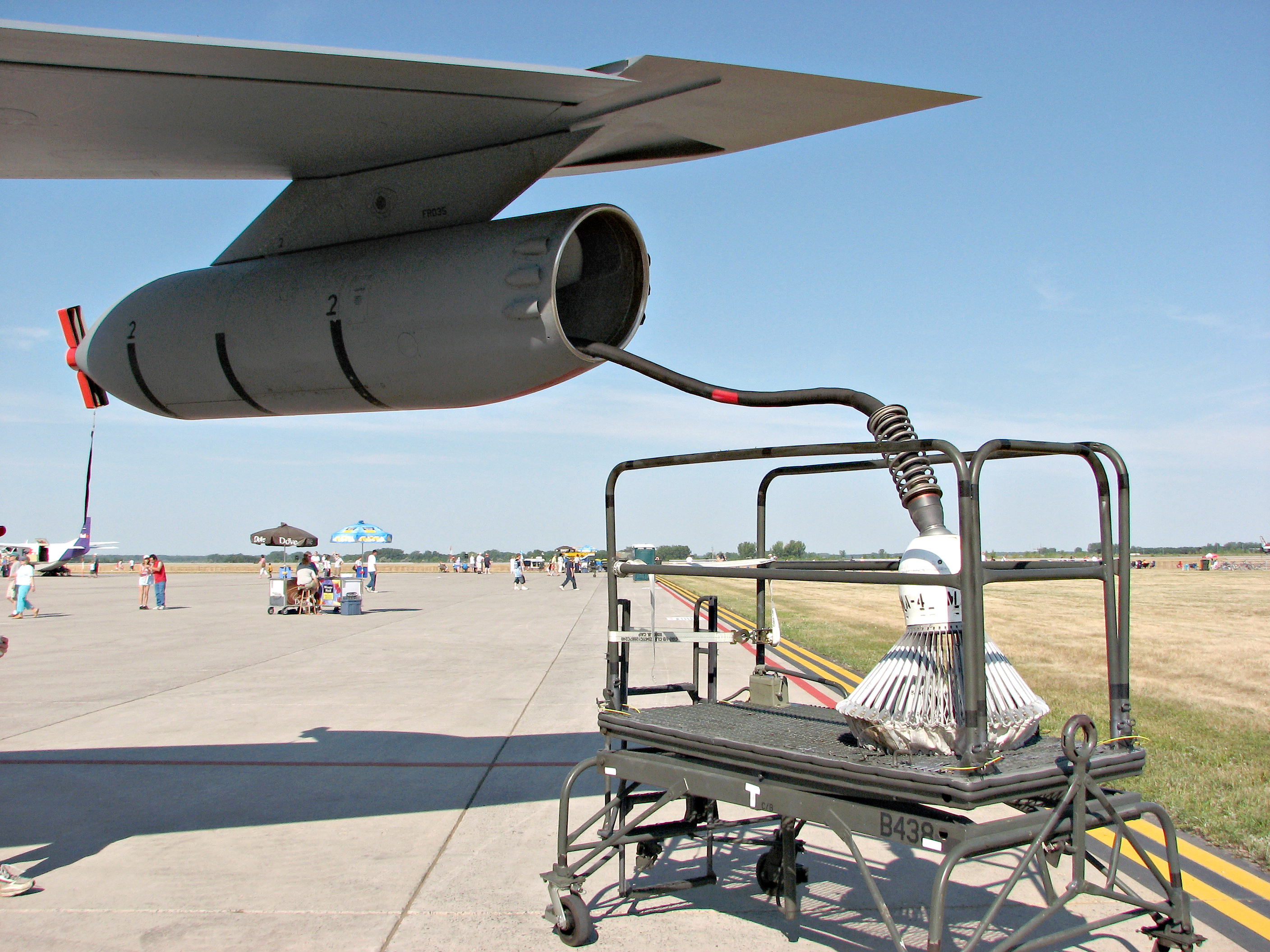
Luftbetankungsbehälter des Typs Flight Refuelling Ltd Mk 32B an einer KC-135 Stratotanker

Mit einem Luftbetankungsbehälter lassen sich Transport- oder Kampfflugzeuge zu Tankflugzeugen umrüsten.
Ein Anbau erfolgt entweder an Außenlastträgern unter den Tragflächen oder unter dem Rumpf.
Durch Luftbetankungs-Pods können Luftfahrzeuge in der Luft betankt werden, die die Methode Sonde und Fangtrichter nutzen.

## Komponenten
Im Luftbetankungsbehälter befindet sich in der Regel ein Treibstoffreservoir, eine Treibstoffpumpe, der ausfahrbare flexible Schlauch, der zusammengefaltete Fangkorb und die nötigen Komponenten zum Betrieb des Pods, wie die Windeneinrichtung und die erforderliche Hydraulikpumpe.
An der Nase des Behälters ist eine Ram-Air-Turbine unter anderem zum Antrieb der Hydraulikpumpe angebracht, am Heck die Signal- und Warnleuchten.
Für den Fall, dass der Schlauch nicht mehr einfährt, ist eine Guillotine eingebaut, mit der der Schlauch gekappt werden kann.
Im Flugzeug ist ein (nachrüstbares) Bedienpanel erforderlich, mit dem die Funktionen des Pods gesteuert werden können.

## Betankungsvorgang

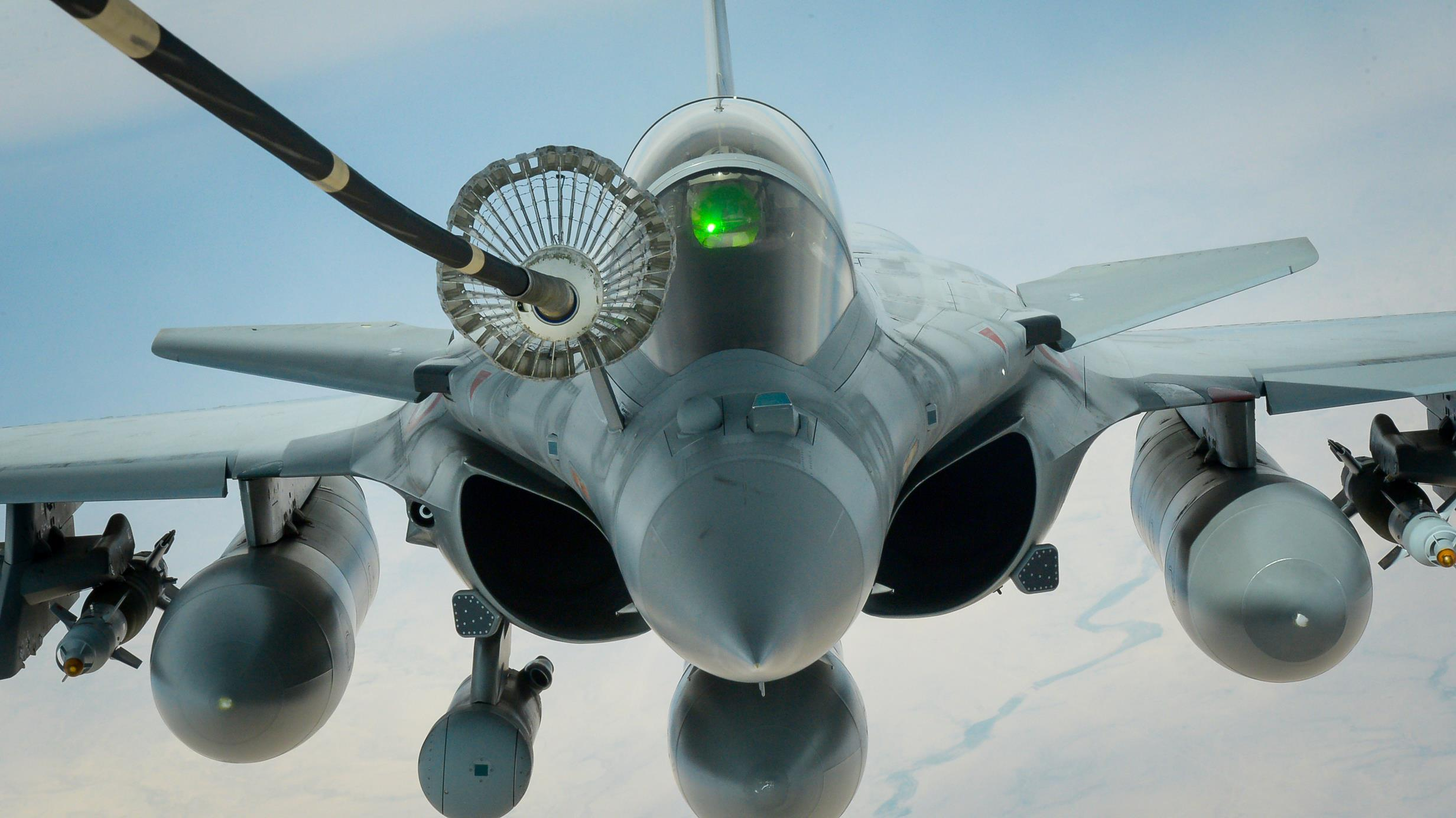
Betankungsschlauch beim Ausfahren

- Vorbereitung: Erreicht ein Empfängerflugzeug (Receiver) den Tanker, schaltet dieser den Rotor zum Antrieb der Pumpen frei und fährt den circa 12–20 Meter langen Betankungsschlauch aus. Der Fangkorb mit einem Durchmesser von rund 70 Zentimetern breitet sich im Windstrom aus. Die Signalleuchten schalten von rot auf orange.
- Treibstofftransfer: Der hinter dem Tanker befindliche Receiver fliegt mit einem geringen Geschwindigkeitsunterschied (ca. 3–4 Knoten; etwa 6 km/h) seinen Betankungsausleger in die Kupplung des Fangkorbs. Bei Verriegelung beginnt der Treibstofffluss, die Signale leuchten grün. Nachts dient dem Empfänger vor allem ein Reflektor am Rand des Fangkorbs in Verbindung mit einer Leuchte am Ausleger zum sicheren Kontakt. Der Receiver schiebt den Schlauch ca. 2 m zurück in den Pod und versucht diese relative Position zum Tanker zu halten. Zur Orientierung sind am Schlauch Referenzmarkierungen angebracht, die beim Abschätzen der weitesten und nächsten Annäherung an den Tanker helfen.
- Nachfüllen/Trennung: Bevor das Reservoir des Betankungsbehälters leer ist, wird aus dem Tankflugzeug Treibstoff nachgefüllt. Nach Erreichen der erforderlichen oder maximal verfügbaren Treibstoffmenge kann der Vorgang entweder durch den Tanker über das Bedienpanel im Cockpit oder receiverseitig durch Trennung von der Kupplung im Fangkorb beendet werden.
- Schnelltrennung (Breakaway): Sollte eine Schnelltrennung erforderlich sein (Breakaway), schaltet der Tanker rot blinkende Leuchten. In diesem Fall muss sich der Empfänger unmittelbar vom Fangkorb trennen.

## Beispiele für Betankungsbehälter
(jeweils in div. Modifikationen)
- Sargent Fletcher Buddy-Stores (z. B. für Tornado, F/A-18E/F)
- Sargent Fletcher Wing-Mounted Pod Systems (z. B. C-130, B-707 T/T)
- Flight Refuelling Mk 32B (z. B. für A-310, C-130, KC-135, KC-10)
- Douglas Model D-704 Air Refueling Store (z. B. für A-4, S-3)
- Swesda UPAS-1 (russisch УПАЗ-1, унифицированный подвесной агрегат заправки, Transkription: unifizirowanny podwesnoi agregat saprawki, vereinheitlichter untergehängter Luftbetankungsbehälter) (z. B. für Su-24)
- Swesda PAS-1MK (z. B. für MiG-29)

## Tankflugzeuge mit Luftbetankungsbehältern

### Kampfflugzeuge als Tanker

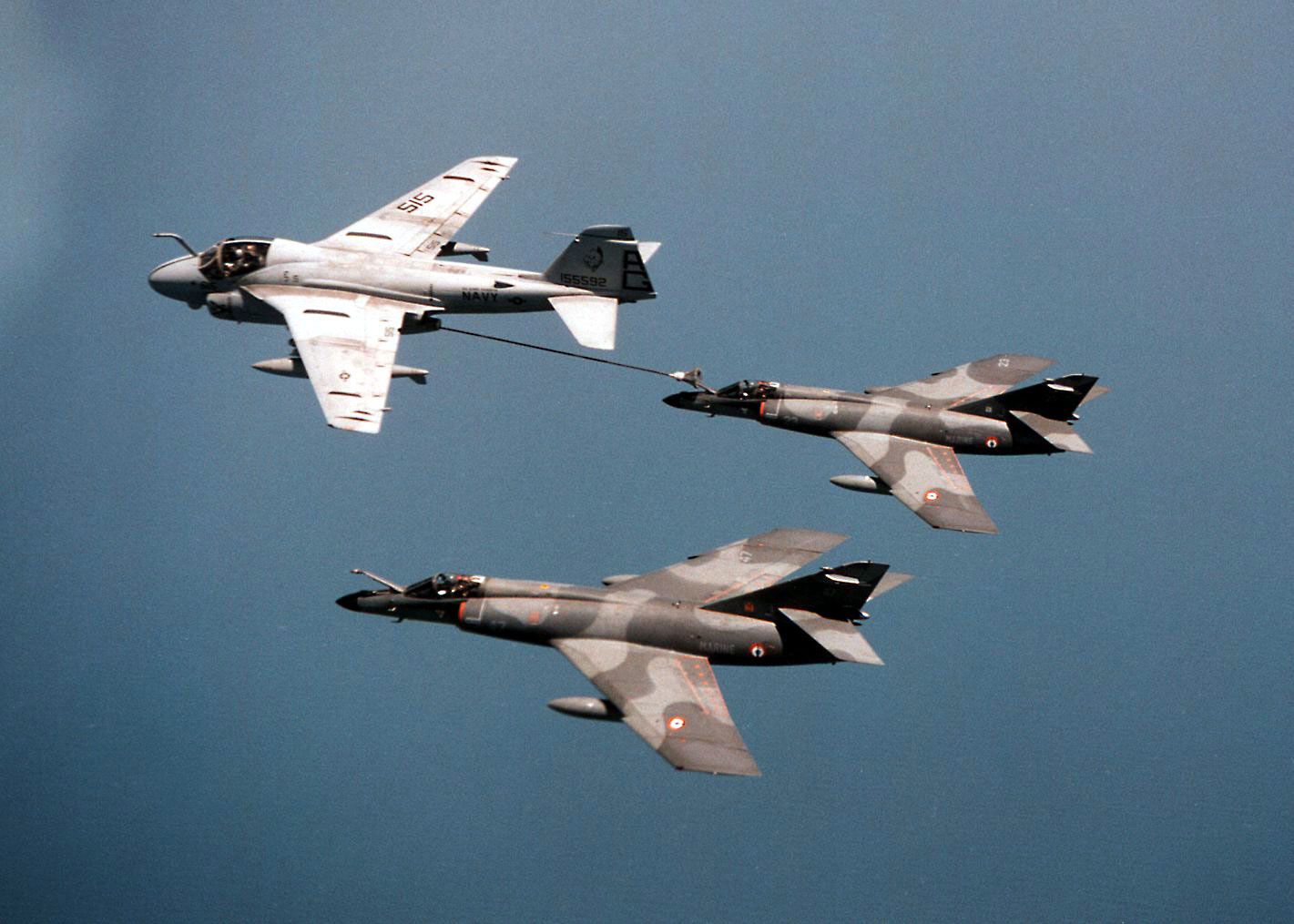
A-6E Intruder (links) betankt französische Super Etendard

Ein Hauptgrund für die (zeitweise) Umrüstung von Kampfflugzeugen zu Tankern liegt darin, dass sich nur wenige Luftstreitkräfte den Unterhalt einer Tankerflotte leisten können, obwohl ein stets hoher Bedarf besteht (z. B. für die Ausbildung, Überführungsflüge etc.). Der Grad an Flexibilität und an Unabhängigkeit von Fremdtankern wird somit erheblich erhöht.
Hinzu kommen besondere Anwendungsbereiche (z. B. Flugbetrieb von Flugzeugträgern), die mit Großtankflugzeugen nicht oder nur eingeschränkt bedient werden können.
Bei der gegenseitigen Luftbetankung von Kampfflugzeugen spricht man vom Buddy-Buddy-Refueling.
Beispiele für Kampfflugzeuge, die mit einem Betankungsbehälter zum Tankflugzeug umfunktioniert werden können/konnten: Panavia Tornado, die F/A-18 Super Hornet, A-4 Skyhawk, A-6 Intruder, A-7 Corsair II, S-3 Viking, Su-24M, Su-33, MiG-29, Mirage 2000, Étendard IV.

### Umgerüstete Transport-/Passagierflugzeuge

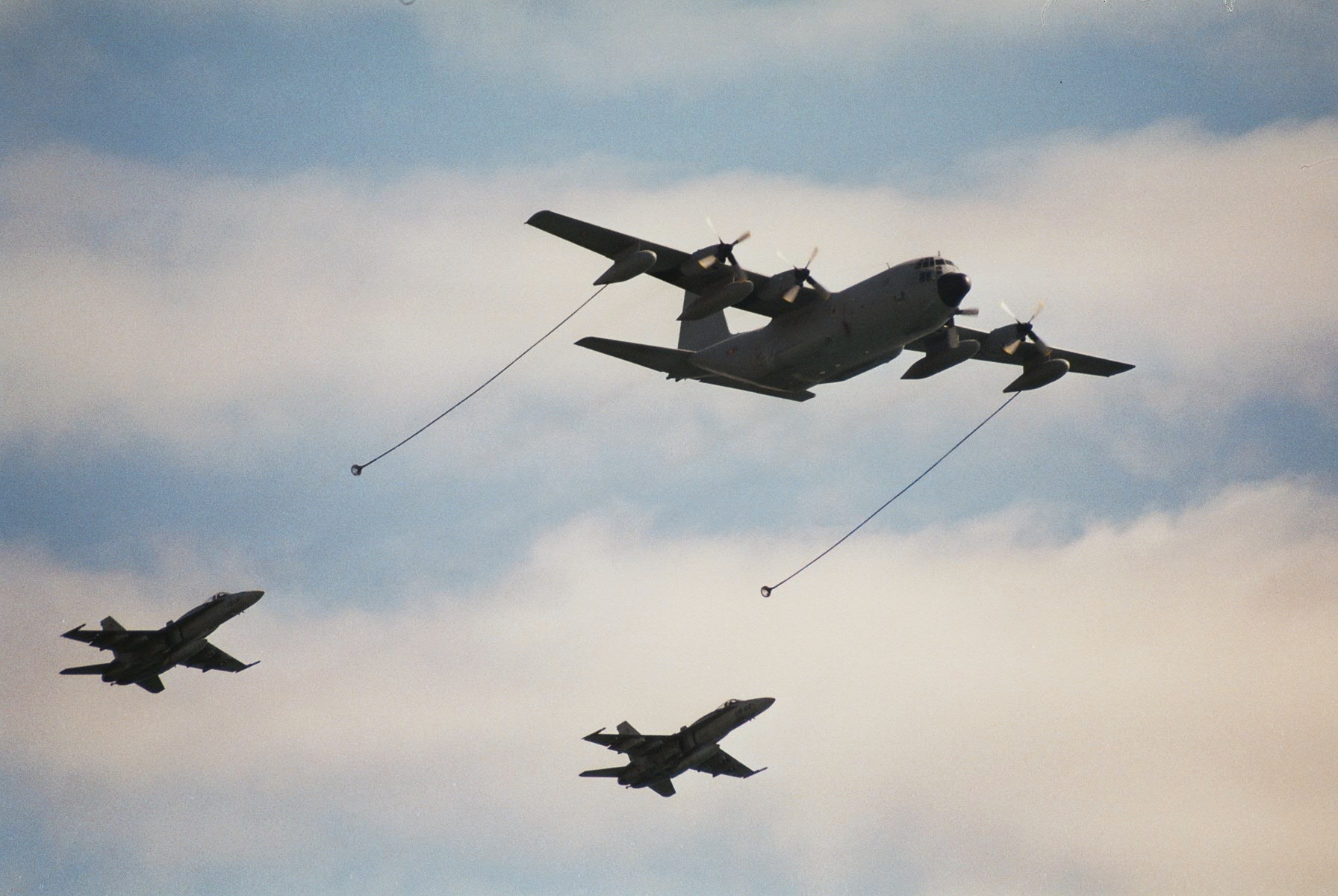
Eine C-130 Hercules betankt F-18

Transportflugzeuge, die modular mit einer Betankungsfähigkeit versehen werden (z. B. A310 MRTT und A330 MRTT) sind die Ausnahme.
In der Regel erfolgt ein Festanbau. Beispiele hierfür sind die B-707 T/T, KC-10 Extender oder die Il-78 Midas.